# 교일기
교일기(喬一琦, 1571-1619.4.18)는 자(字)는 원위(原魏), 호(號)는 백규(伯圭)이다. 당시 사람들은 '교공자(喬公子)'라는 별명을 붙여주었다. 명(明) 송강부(松江府) 상해현(上海縣) 서향(西鄕, 오늘날 상해시 장녕구長寧區) 출신이다. 명조의 장령이자 서법가였다. 조상 대대로 법화진(法華鎭) 고봉교(高封橋)에 살았다.

## 생애

### 초기
어려서 서법을 익혀 회소(懷素), 이왕(二王, 왕희지王羲之와 왕헌지王獻之 부자)의 필법을 전공하고, 왕희지의 『금강경(金剛經)』과 초서(草書) 『천자문(千字文)』 석각을 수정했다. 동기창(董其昌)은 '생룡활호(生龍活虎)'라고 칭했다. 16세에 박사제자원(博士弟子員)에 봉해졌다.

### 참전
명 만력 31년(1603) 계묘년, 무거(武舉)에 합격하였고 파총(把總)에 임명되었으며, 맹하(孟河)에서 군사 훈련을 하라는 명을 받았다. 이후 요동광녕위수비(遼東廣寧衛守備)에 임명되었고, 이후 산해관(山海關) 동쪽 적수애(滴水崖)로 옮겼다. 이전에 돌위에 '진성지정(鎭星之精)'이라는 대자(大字)를 썼다. 만력 46년(1618) 5월, 요동진강유격(遼東鎭江游擊)으로 승진하였고, 후금(後金)의 침입을 방비하는 임무를 맡았다.

### 순국
이해, 후금이 무순(撫順)을 침공하자, 만력제(萬曆帝)는 만력 47년(1619) 2월 조서를 내려 경략(經略) 양호(楊鎬)와 총병(總兵) 두송(杜松)•유정(劉綎)•마림(馬林)•이여백(李如柏) 등에게 4로(四路)로 출정할 것을 지시하였다. 유정은 남로우익(南路右翼)에 임명되었던 바, 유정은 교일기에게 군사 500명을 이끌고 선봉에 서도록 하였으며, 아울러 교일기에게 조선(朝鮮) 무장 강홍립(姜弘立)과 김경서(金景瑞)가 통솔하는 조선군의 진격을 감독하게 하였다. 교무경 군대는 관전구(寬甸口)에 들어가 후금 군대와 격전을 벌였다. 이어서 교뮤경 군대는 해개병비부사(海蓋兵備副使) 강응건(康應乾)의 군대와 조선군과 함께 부차(富車) 교외에서 합류하였고, 적의 후방에 깊이 침투하는 작전을  준비하고 있었다. 이때 유정이 이끄는 남로 주력 군대가 전멸하였다. 교무경 군대 등은 포위에 빠졌고, 굴라쿠애(固拉庫崖)로 후퇴하려 하였다. 그러나 생각지조 못하게 조선 강홍립과 김경서가 패전하여 포로로 잡혔다. 교무경은 앞뒤로 공격을 받게 되자, 북경(北京)을 향하여 절한 뒤 굴라쿠 절벽 아래로 투신하였으니, 향년 49세였다. 이때 함께 투신하여 사망한 이들이 42명이었다. 이로써 사르후 전투(薩爾滸之戰)는 종결되었다.

### 사후
천계(天啓) 연간(1621-1627), 병과(兵科) 양련(楊漣)은 천계제(天啓帝)에게 교일기 순국 사건을 상주히였고, 천계제는 순국을 기려 좌부도독동지(左府都督同知)에 추증하고 4등급 세습하도록 하였으며, 아들 본위(本衛)가 백호(百戶)를 세습하도록 하였다. 또한 천계제는 돈을 하사하여 법화진 서쪽 3리 교가택(喬家宅)에 사당을 세우게 하였으니, 교일기사당(喬一琦祠堂)이라 명명하고 매년 관리를 파견하여 제사를 지냈다. 청(淸) 건륭(乾隆) 41년(1776) 충렬(忠烈)이라는 시호가 내려졌고 태부(太傅)가 가해졌으며, 충의사(忠義祠)에 입사되었다. 건륭제(乾隆帝)가 남순(南巡)하면서 소주(蘇州)에 이르러 교일기의 후예 교광렬(喬光烈)을 만났을 때에 '너희 집안은 진정 문무세가로다(汝家眞文武世家也)'라고 칭찬하였다.
현존하는 교일기의 18수 시의 초서첩(草書帖)과 금강경 석각은 상해박물관(上海博物館)에 수장되어 있다.

## 가족
- 고조부 교악(喬嶽)
  - 증조부 교자(喬䆅), 주판관(州判官)
    - 조부 교훈(喬訓), 현승(縣丞)
      - 부친 교무경(喬懋敬), 광서우포정사(廣西右布政使)
      - 백부 교유한(喬維翰), 교여경(喬如京), 모두 감생(監生)
      - 숙부 교여릉(喬如陵), 교여부(喬如阜), 교무공(喬懋功), 교원구(喬元囗, 거인), 교무적(喬懋績)

## 참고문헌
- 『명사(明史)』 권247 「유정(교일기)•이응상(동원진)•진린(오광)•등자룡•마공영전(劉綎(喬一琦)•李應祥(童元鎮)•陳璘(吳廣)•鄧子龍•馬孔英傳)」

## 같이 보기
- 사르후 전투